# Brian Urlacher
Brian Urlacher (* 25. Mai 1978 in Pasco, Washington) ist ein ehemaliger US-amerikanischer American-Football-Spieler auf der Position des Middle Linebackers. Er spielte für die Chicago Bears in der National Football League (NFL).

## Leben
Urlacher ist der Sohn von Brad und Lavoyda Urlacher. Seine Eltern trennten sich gegen Ende der 1980er-Jahre und Lavoyda bekam das Sorgerecht für Brian und seine Geschwister. Sie zog mit ihnen nach Lovington, New Mexico, wo Urlacher in ärmlichen Verhältnissen aufwuchs. Er trainierte viel und entwickelte großes Interesse am American Football. Er führte die Lovington High School Wild Cats zu einer ungeschlagenen Saison (14:0 Siege).
Urlacher besuchte die University of New Mexico, wo er College Football auf der Safety-Position spielte. Im Jahr 2000 wurde er von den Chicago Bears im NFL Draft ausgewählt. In seiner Rookie-Saison wurde er mit dem NFL Defensive Rookie of the Year Award ausgezeichnet.
Urlachers Bruder Casey zog nach Brians Draft durch die Bears mit ihm gemeinsam nach Illinois und spielte für das Lake Forest College in der Nähe von Chicago. Er schaffte nie den Sprung in die NFL und spielte später in der Arena Football League, unter anderem für die Chicago Rush.

## Ehrungen und Auszeichnungen
In der Saison 2005 wurde Urlacher zum NFL Defensive Player of the Year gewählt. Er wurde achtmal in den Pro Bowl berufen. 2017 wurde Urlacher in die College Football Hall of Fame aufgenommen. Im Jahr 2018 wurde er in die Pro Football Hall of Fame aufgenommen.

## Trivia
Urlacher hatte einen kurzen Gastauftritt in Jim Belushis Sitcom Immer wieder Jim.